# Orthochoriolaus chihuahuae
Orthochoriolaus chihuahuae är en skalbaggsart som först beskrevs av Bates 1885.  Orthochoriolaus chihuahuae ingår i släktet Orthochoriolaus och familjen långhorningar. Inga underarter finns listade i Catalogue of Life.